# Соколов-Соколёнок, Николай Александрович
Николай Александрович Соколов-Соколёнок (6 (19) ноября 1900 — 26 апреля 1977) — советский военный деятель и комсомольский работник, участник Гражданской войны, заместитель командующего Военно-воздушными силами в годы Великой Отечественной войны, генерал-лейтенант авиации (28.05.1943).

## Биография
Николай Соколов родился в Москве 19 ноября 1900 года в семье безземельных крестьян Веры Михайловны и Александра Васильевича. Окончив в 1912 году начальную школу, вместе с родителями и тремя сёстрами перебрался во Владимир — родной город Веры Михайловны.
Учился во Владимирском высшем начальном училище, по примеру своего отца — музыканта, а впоследствии и дирижёра, занимался музыкой, пел в хоре Старовского. В 1914 году, после мобилизации отца на фронт Первой мировой войны, остался в доме за старшего, чтобы прокормить семью, подрабатывал писарем.
В 1917 году отец был ранен на фронте и эвакуирован в Москву. В ноябре того же года во Владимир пришло письмо, в котором отец сообщил, что он служит капельмейстером в отряде Красной гвардии. Николай принял решение ехать в Москву. Именно к этому времени относится появление прозвища Николая Соколова, которое позднее, с 1919 года, официально стало частью двойной фамилии Соколов-Соколёнок:

Часовой приоткрыл одну половину ворот и, увидев какого-то солдата, шедшего с ведром воды к заднему входу виллы, закричал:
— Эй, браток!.. Браток, ты покликай там наверх капельмейстера Соколова, пусть выйдет. Здеся ево сын — Соколёнок приехал…
— Соколов-Соколёнок Н. А. По путёвке комсомольской. — М.: Воениздат, 1987.
Был принят в ряды Красной гвардии. В марте 1918 года после расформирования отряда отец и сын вернулись во Владимир.
Во Владимире служил в ВЧК, участвовал в создании комсомольских объединений. Весной 1919 года добровольцем отправился в штаб Южного фронта и был направлен в станицу Малодельскую Усть-Медведицкого округа. Там на него возложили обязанности заведующего загсом, секретаря станичного ревкома, попечителя школы.
Им был организован первый на Северном Дону казацкий партизанский отряд, вошедший в состав 23-й дивизии Красной Армии. В возрасте 19 лет назначен комиссаром кавалерийского полка. За бои под селом Терса и форсирование реки Маныч награждён орденами Красного Знамени.
В октябре 1920 года поступил сразу на два факультета Военной академии имени М. В. Фрунзе — инженерный и восточных языков. В период учёбы несколько раз снова призывался в действующую армию. Летом 1921 года командовал войсками по борьбе с бандитизмом на Нижней Волге, в 1922 году — частями особого назначения во Владимирской губернии.
После окончания двух курсов Академии имени Фрунзе поступил ещё и в Военно-воздушную академию имени Н. Е. Жуковского, а с 1928 по 1932 год, будучи председателем секции научно-технического комитета управления ВВС, обучался в Качинской военной школе лётчиков.
До начала Великой Отечественной войны преподавал в Военно-воздушной академии, участвовал в работе лётно-испытательной станции академии, работал над проблемами высотных полётов. В 1933 году был участником перелёта Москва — Севастополь — Москва. В 1939 г. был начальником 1-го Ленинградского Высшего авиационно-технического училища им. К. Е. Ворошилова.

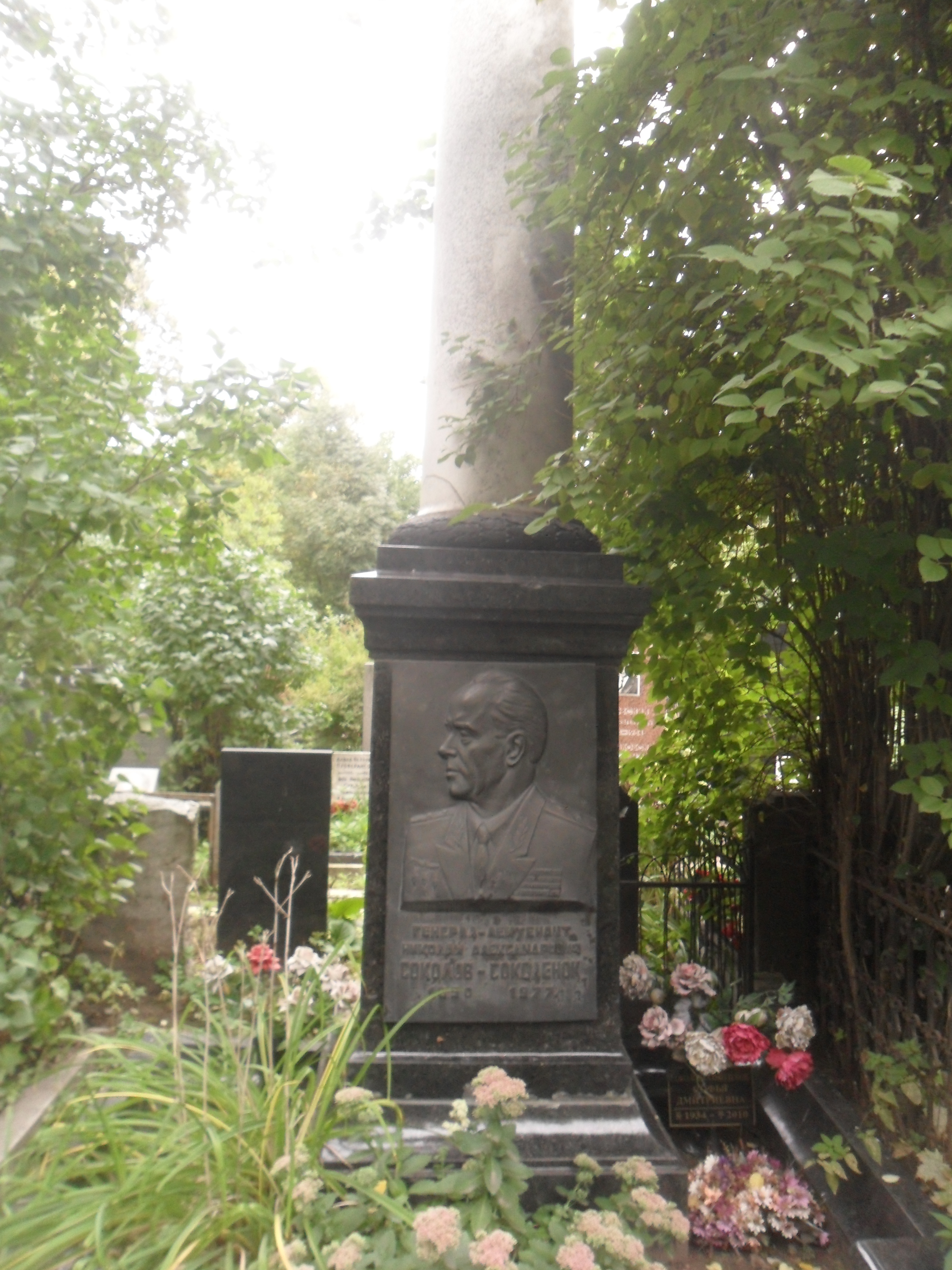
Могила Соколова-Соколёнка на Новодевичьем кладбище Москвы.

В 1940—1941 годах — начальник Военно-воздушной академии имени Н. Е. Жуковского.
В 1941 году назначен заместителем командующего и начальником тыла ВВС, в конце 1942 года в звании генерал-лейтенанта вернулся в Военно-воздушную академию.
24 июня 1945 года был командиром сводного расчета Военно-воздушной академии имени Н. Е. Жуковского на параде Победы.
До 1947 года был начальником академии, затем до выхода в отставку в 1958 году возглавлял кафедру авиационной техники. После 1958 года был лектором Центрального комитета ВЛКСМ.

## Награды
- Орден Ленина (21.02.1945)
- Четыре ордена Красного Знамени (24.09.1920, 18.05.1922[2], 3.11.1944, 20.06.1949)
- ордена Отечественной войны I (19.08.1944) и II (17.06.1943) степеней
- Два ордена Красной Звезды (21.03.1940, …)
- Орден Партизанской звезды (Югославия)
- Медали
- Именное оружие
- Почётный гражданин города Владимира (14.10.1970)[3]

## Память
- Его именем названа новая улица в восточном районе Владимира (26 октября 1978)[4].

## Семья
Супруга — Мария Михайловна Аквилянова, сын — Лев Николаевич Соколов-Соколёнок.